# شريان سباتي أصلي أيسر
شريان سباتي أصلي أيسر ‏ هو شريان يتفرعُ من قوس الأبهر.